# Dorotea församling
Dorotea församling var en församling i Luleå stift och i Dorotea kommun i Västerbottens län. Församlingen uppgick 2006 i Dorotea-Risbäcks församling.

## Administrativ historik
Församlingen bildades 25 november 1785 som kapellag ut ur Åsele församling under namnet Bergvattnets församling som namnändrade till det nuvarande 7 maj 1799. 1905 utbröts Risbäcks församling.
Församlingen ingick till 7 maj 1799 i pastorat med Åsele församling för att därefter till 1905 utgöra ett eget pastorat. Från 1905 till 2006 var församlingen moderförsamling i pastoratet Dorotea och Risbäck. Församlingen uppgick 2006 i Dorotea-Risbäcks församling.

## Areal
Dorotea församling omfattade den 1 januari 1976 en areal av 1 823,9 kvadratkilometer, varav 1 725,2 kvadratkilometer land.

## Kyrkor
- Dorotea kyrka